# イリサペチ・デライワウ
イリサペチ・デライワウ（Ilisapeci Delaiwau、2000年6月1日 - ）は、フィジーの女子ラグビー選手。

## プロフィール
- フィジー出身[1]。
- 身長 160cm、体重 60kg
- ポジションはウィング(WTB)。
- ラグビーワールドカップ2021の女子フィジー代表に選ばれた[2]

## 略歴
2024年、パリ五輪の7人制女子フィジー代表に選ばれた。